# Феодора Римская
Феодора (умерла в 120 году) — мученица Римская. День памяти — 1 апреля.
Согласно Актам святого Александра, папы Римского, святая Феодора была сестрой святого Гермеса. Она оказывала помощь своему брату и ухаживала за ним, когда тот был в тюрьме. Вскоре она также была умучена.